# Tzajalchén, Chamula
Tzajalchén är en ort i Mexiko.   Den ligger i kommunen Chamula och delstaten Chiapas, i den sydöstra delen av landet, 700 km öster om huvudstaden Mexico City. Tzajalchén ligger 2 010 meter över havet och antalet invånare är 635.
Terrängen runt Tzajalchén är huvudsakligen kuperad, men åt sydväst är den platt. Runt Tzajalchén är det tätbefolkat, med 530 invånare per kvadratkilometer. Närmaste större samhälle är San Cristóbal de las Casas, 11,7 km söder om Tzajalchén. Omgivningarna runt Tzajalchén är en mosaik av jordbruksmark och naturlig växtlighet.